# 埃内斯特·罗热
埃内斯特·罗热（法語：Ernest Rogez，1908年3月16日—1986年3月24日），生于图尔宽，法国男子水球运动员。他曾代表法国国家队参加1928年夏季奥林匹克运动会水球比赛，获得一枚铜牌。